# NSÍ Runavík
NSÍ Runavík este o echipă de fotbal din Runavík, Insulele Feroe.

## Titluri
- Prima Ligă de fotbal a Inslulelor Feroe (1):

2007
- Cupa Insulelor Feroe (2):

1986, 2002
- Supercupa Insulelor Feroe (1):

2007

## Echipa curentă
Din 8 martie, 2008 
Jucătorii scriși îngroșat sunt internaționali feroezi convocați la echipa națională.
| Nr. |                | Poziție | Jucător                |
| --- | -------------- | ------- | ---------------------- |
| 12  | Insulele Feroe | F       | Einar Hansen           |
| 3   | Insulele Feroe | F       | Óli Hansen (căpitan)   |
| 18  | Insulele Feroe | F       | Sjúrdur Jacobsen       |
| 8   | Insulele Feroe | M       | Jóhann Troest Davidsen |
| 15  | Insulele Feroe | M       | Tórður Djurhuus        |
| 6   | Insulele Feroe | M       | Jústinus R. Hansen     |
| 14  | Insulele Feroe | M       | Bogi Løkin             |
|     | Insulele Feroe | M       | Klæmint Matras         |

| Nr. |                | Poziție | Jucător               |
| --- | -------------- | ------- | --------------------- |
| 10  | Insulele Feroe | A       | Hjalgrím Elttør       |
|     | Insulele Feroe | F       | Jonas Þór Næs         |
| 9   | Ungaria        | A       | Károly Potemkin       |
| TBA | Insulele Feroe | M       | Jann Ingi Petersen    |
| TBA | Insulele Feroe | M       | Høgni Madsen          |
| TBA | Insulele Feroe | A       | Jónhard Frederiksberg |
| TBA | Insulele Feroe | P       | Meinhard Joensen      |

### NSÍ Runavík - al doilea lot
Din 1 aprilie, 2008.
| Nr. |                | Poziție | Jucător           |
| --- | -------------- | ------- | ----------------- |
| 20  | Serbia         | P       | Predrag Stankovic |
| 16  | Insulele Feroe | F       | Øssur Dalbúð      |
|     | Insulele Feroe |         | Jens Joensen      |
|     | Insulele Feroe |         | Hjalmar Dalbú     |
|     | Insulele Feroe |         | Eddie Mikkelsen   |
|     | Insulele Feroe |         | Bergur Djurhuus   |

| Nr. |                | Poziție | Jucător            |
| --- | -------------- | ------- | ------------------ |
|     | Insulele Feroe |         | Sonni Lanhauge     |
|     | Insulele Feroe |         | Jónstein Petersen  |
|     | Insulele Feroe |         | Klæmint Olsen      |
|     | Insulele Feroe |         | Debes Danielsen    |
|     | Insulele Feroe |         | Karl Løkin         |
|     | Insulele Feroe |         | Fróði Jóannesarson |

Antrenor: Meinhard Dalbú

### NSÍ Runavík al III-lea lot
Din 1 aprilie, 2008.
| Nr. |                | Poziție | Jucător         |
| --- | -------------- | ------- | --------------- |
|     | Insulele Feroe | P       | Jonhard Hansen  |
|     | Insulele Feroe |         | Jákup Jacobsen  |
|     | Insulele Feroe |         | Ken Hentze      |
|     | Insulele Feroe |         | Jan Jacobsen    |
|     | Insulele Feroe |         | John Andersen   |
|     | Insulele Feroe |         | Jústines Hansen |

| Nr. |                | Poziție | Jucător                                   |
| --- | -------------- | ------- | ----------------------------------------- |
|     | Insulele Feroe |         | Arnold Davidsen                           |
|     | Insulele Feroe |         | Jákup Oluf Hansen                         |
|     | Insulele Feroe |         | Rógvi Nielsen                             |
| 5   | Insulele Feroe |         | Høgni Lamhauge (căpitan, fiul primarului) |
| 6   | Insulele Feroe |         | Wensil Olsen                              |

Coach: Petur á Roykheyggi

### NSÍ Runavík al IV-lea lot
Din 1 aprilie, 2008.
| Nr. |                | Poziție | Jucător              |
| --- | -------------- | ------- | -------------------- |
|     | Insulele Feroe | P       | Tummas Eivind Hansen |
|     | Insulele Feroe |         | Arnold Davidsen      |
|     | Insulele Feroe |         | Henning Jacobsen     |
|     | Insulele Feroe |         | Rúni Lamhauge        |
|     | Insulele Feroe |         | Rósing Rasmussen     |
|     | Insulele Feroe |         | Pól Jan Lamhauge]    |

| Nr. |                | Poziție | Jucător                   |
| --- | -------------- | ------- | ------------------------- |
|     | Insulele Feroe |         | Eystein Joensen           |
|     | Insulele Feroe |         | Rógvi Larsen              |
|     | Insulele Feroe |         | Jóannnes Hansen           |
|     | Insulele Feroe |         | Danny Ketchan             |
|     | Insulele Feroe |         | David Jacobsen            |
|     | Insulele Feroe |         | Andrias Klein á Líknagøtu |

## NSÍ Runavík în competițiile intercluburi UEFA
| Competiție          | Meciuri | V | E | Î | GP | GÎ |
| ------------------- | ------- | - | - | - | -- | -- |
| Cupa UEFA           | 4       | - | - | 4 | 1  | 15 |
| Cupa UEFA Intertoto | 2       | - | - | 2 | 1  | 7  |